# Alena Rossel
Alena Lynn Rossel (* 8. Juni 2006 in Interlaken) ist eine Schweizer Eishockeyspielerin, die seit 2023 bei den SC Bern Frauen aus der Women’s League unter Vertrag steht und seit 2023 Mitglied der Schweizer Eishockeynationalmannschaft der Frauen ist.

## Karriere

### Vereine
Alena Rossel stammt aus Interlaken im Kanton Bern. Sie ist das mittlere Kind von drei Geschwistern und erlernte im Alter von vier Jahren das Schlittschuhlaufen. Zum Eishockeysport kam sie durch ihren älteren Bruder sowie ihren Cousin Pascal Rossel. Beim SC Unterseen-Interlaken und HC Dragon Thun durchlief sie sämtliche (männlichen) Junioren-Mannschaften, ehe sie beim EV Bomo Thun mit knapp 15 Jahren zum ersten Mal in der obersten Fraueneishockey-Liga, der Women’s League, auflief. Seit der Übernahme von Bomo Thun durch den SC Bern im Jahr 2023 steht sie beim SC Bern Frauen unter Vertrag, der bis zum Ende der Saison 2025/26 läuft. 2025 gewann sie mit dem SCB die Schweizer Meisterschaft.

### International
Alena Rossel gehörte ab 2018 der Schweizer U18-Frauen-Nationalmannschaft an und nahm mit dieser an den U18-Weltmeisterschaften 2022, 2023 und 2024 teil. Im Alter von 16 Jahren gab sie ihr Debüt für die Schweizer Eishockeynationalmannschaft der Frauen und nahm mit dieser an ihrer ersten Frauen-Weltmeisterschaft teil. Weitere Einsätze bei Weltmeisterschaften folgten 2024 und 2025.

## Erfolge und Auszeichnungen
- 2024 Gewinn des National Cups mit den SC Bern Frauen
- 2025  Schweizer Meisterin mit den SC Bern Frauen

## Karrierestatistik
(Legende zur Spielerstatistik: Sp oder GP = absolvierte Spiele; T oder G = erzielte Tore; V oder A = erzielte Assists; Pkt oder Pts = erzielte Scorerpunkte; SM oder PIM = erhaltene Strafminuten; +/− = Plus/Minus-Bilanz; PP = erzielte Überzahltore; SH = erzielte Unterzahltore; GW = erzielte Siegtore; 1 Play-downs/Relegation; Kursiv: Statistik nicht vollständig)